# 陳賀
陳賀，西漢軍事人物，封費侯，人稱費將軍，諡圉侯。

## 生平
秦二世元年（前209年），於碭城與孔聚一起追隨劉邦，初為舍人，授官左司馬、将军、都尉。漢高祖五年（前202年），陳賀作為刘邦的部下，領右軍在垓下之战，大敗項羽。
因定會稽、浙江、湖陵（今日江蘇沛县与山东鱼台、微山的交界）的軍功，被封為費侯。《淮阴侯诗》云：“但以怯名终得羽，谁为孔费两将军”。